# Henryk Błażejczyk
Henryk Błażejczyk (ur. 10 sierpnia 1937 w Warszawie, zm. 15 stycznia 2019 w Płocku) – polski aktor.

## Życiorys
W 1961 ukończył studia w Państwowej Wyższej Szkoły Teatralnej w Warszawie i w tym samym roku rozpoczął występy na deskach Teatru Współczesnego w Warszawie, z którym związany był do 1963. Następnie przez rok występował w Teatrze Śląskim w Katowicach, a następnie w latach 1964–1965 związany był z Teatrem Juliusza Słowackiego w Krakowie, w latach 1965–1967 z Teatrem Starym w Krakowie, w latach 1967–1970 z Teatrem Ludowym w Krakowie, zaś w latach 1970–1973 z Teatrem Syrena w Warszawie. W latach 1975–1983 był spikerem w Polskim Radiu. Od 1987 związany był z Teatrem im. Jerzego Szaniawskiego w Płocku, zdobywając w tym czasie między innymi w 1997 – Srebrną Maskę za całokształt twórczości, a w 2016 – Nagrodę Rajmunda Rembielińskiego za całokształt twórczości. W 2000 został zwyciężył także w plebiscycie publiczności na najpopularniejszego aktora, zdobywając Nagrodę prasy płockiej.

## Wybrane odznaczenia
- Złoty Krzyż Zasługi (2017)[1]
- Medal Pamiątkowy „Pro Masovia” (2012)[2].